# Walenki

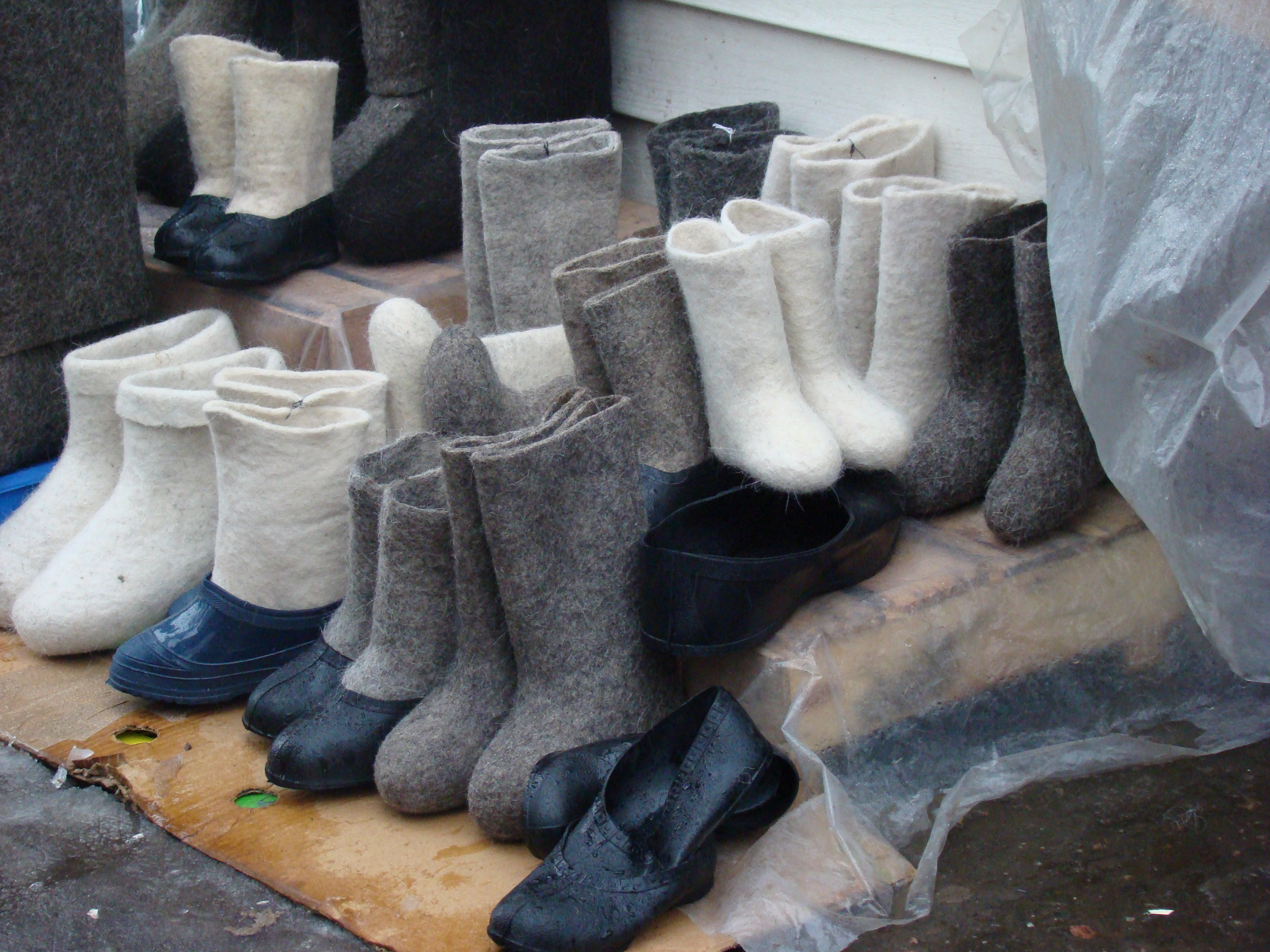
Russische Walenki (teilweise mit Galoschen)

Walenki (russisch валенки, deutsch etwa Filzstiefel) sind traditionelle Winterstiefel aus Filz, die bei vielen Völkern der Eurasischen Steppengebiete und besonders in Russland weit verbreitet sind.
Der Name Walenki bedeutet wörtlich übersetzt „hergestellt durch Filzen“ und leitet sich vom Russischen „waljat“ (walken) ab. Die Stiefel bestehen ausschließlich aus Filz, der hauptsächlich von Schaf, Ziege, Kaninchen, Kamel, aber auch der Wolle anderer Tiere hergestellt wird.
Durch ihre hervorragende Wärmedämmung gehören Walenki zu den wenigen Stiefeln, die für Temperaturen unter −30 Grad Celsius geeignet sind. Sie eignen sich aber besser für die trockene Kälte des Winters im Kontinentalklima als für die eher feuchte Kälte beim maritimen Klima, wie es z. B. in Deutschland herrscht. Die Filzstiefel schützen aber nicht nur vor Kälte, sondern auch vor extremer Hitze. Deshalb werden Walenki auch in Stahlwerken getragen.

Walenki sind nicht wasserdicht und haben in der Regel keine Sohle. Deshalb werden sie oft mit Galoschen (Überschuhen) getragen. Die Stiefel nutzen sich am schnellsten von unten her ab und sind deswegen oft mit Leder oder einem anderen strapazierfähigen Material besohlt, um dies zu verhindern. Zum Schutz vor Nässe gibt es Varianten mit fest verklebten und geformten Sohlen.

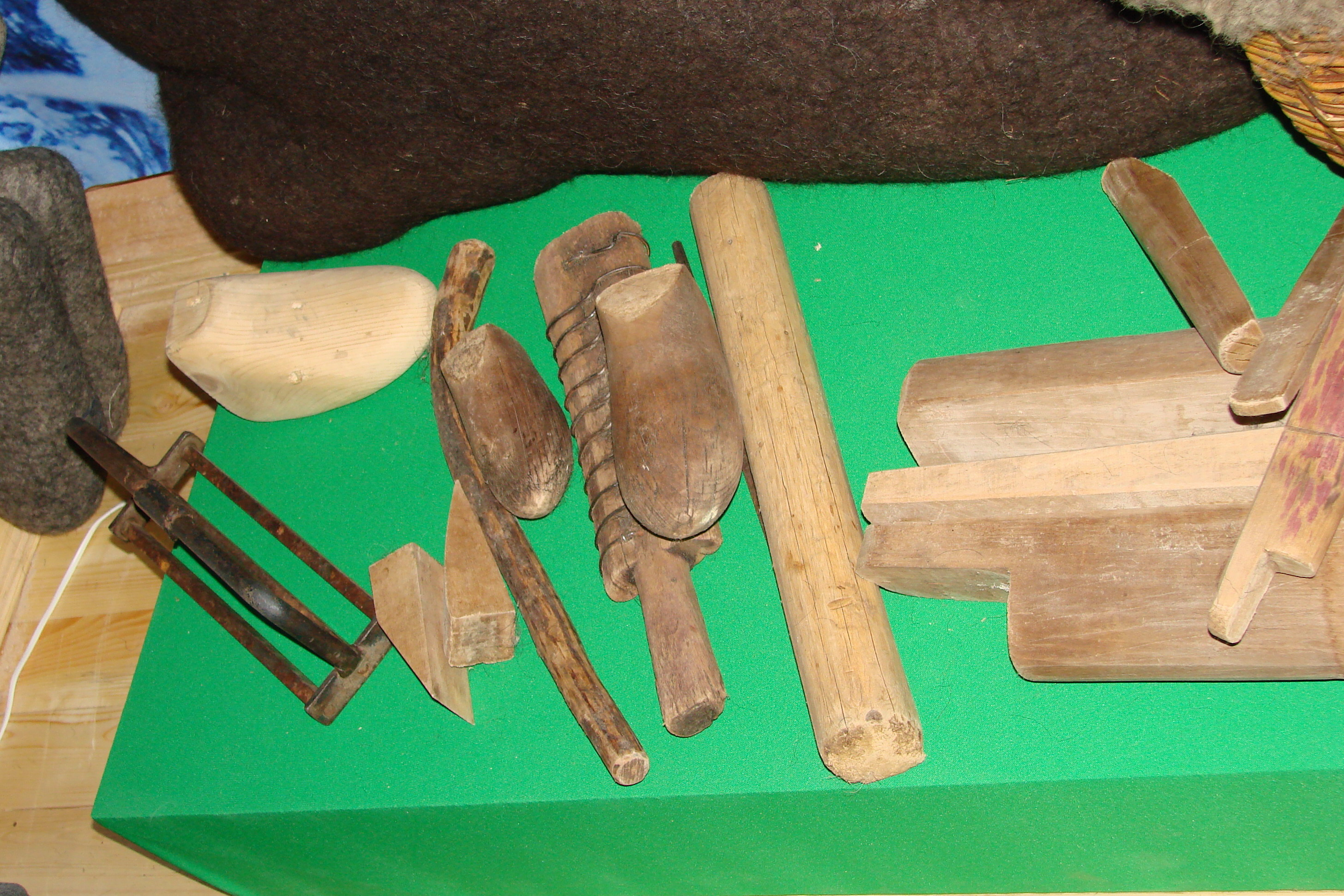
Werkzeuge zur manuellen Herstellung der Stiefel
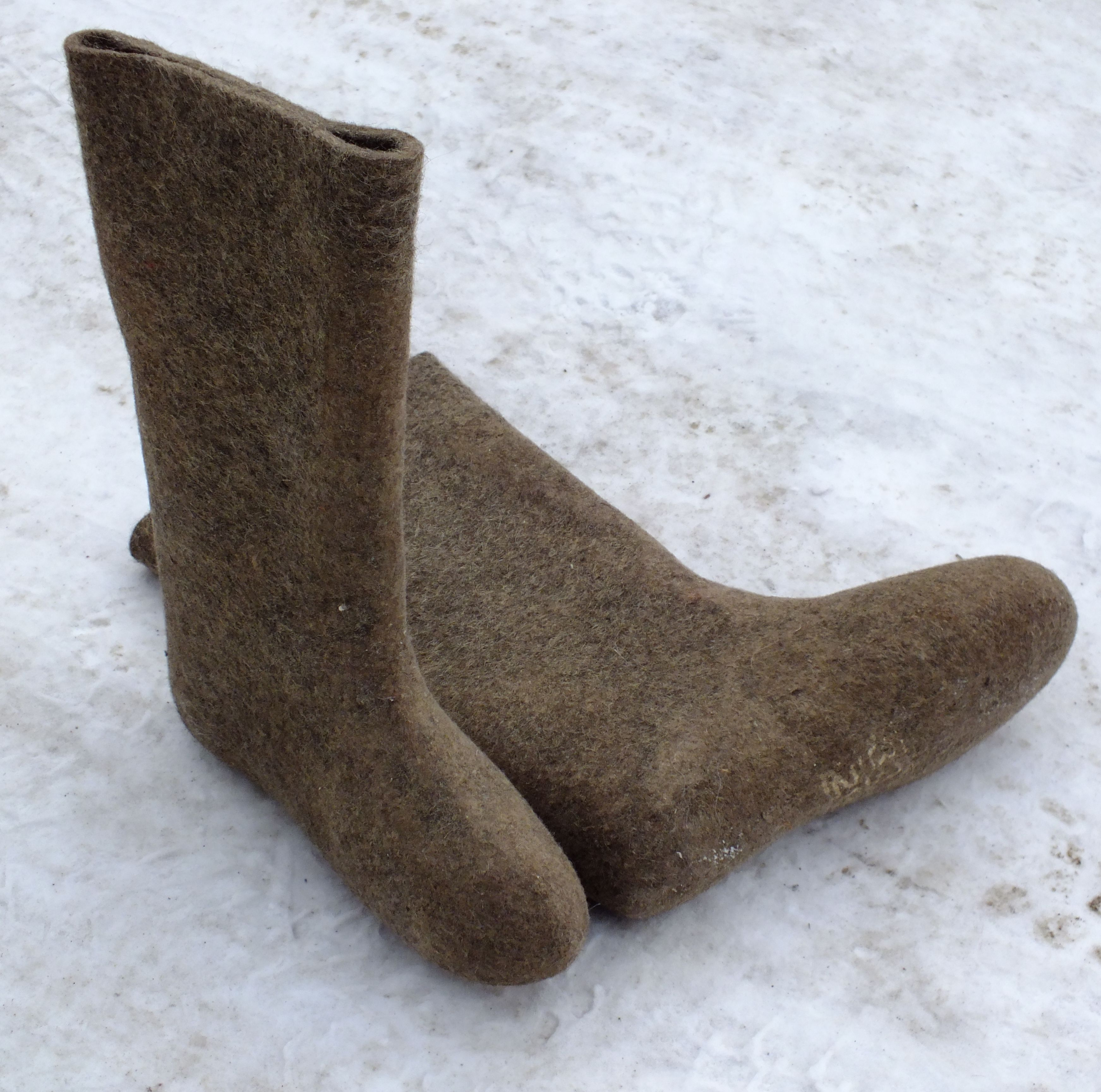
Walenki in ihrer „Urform“
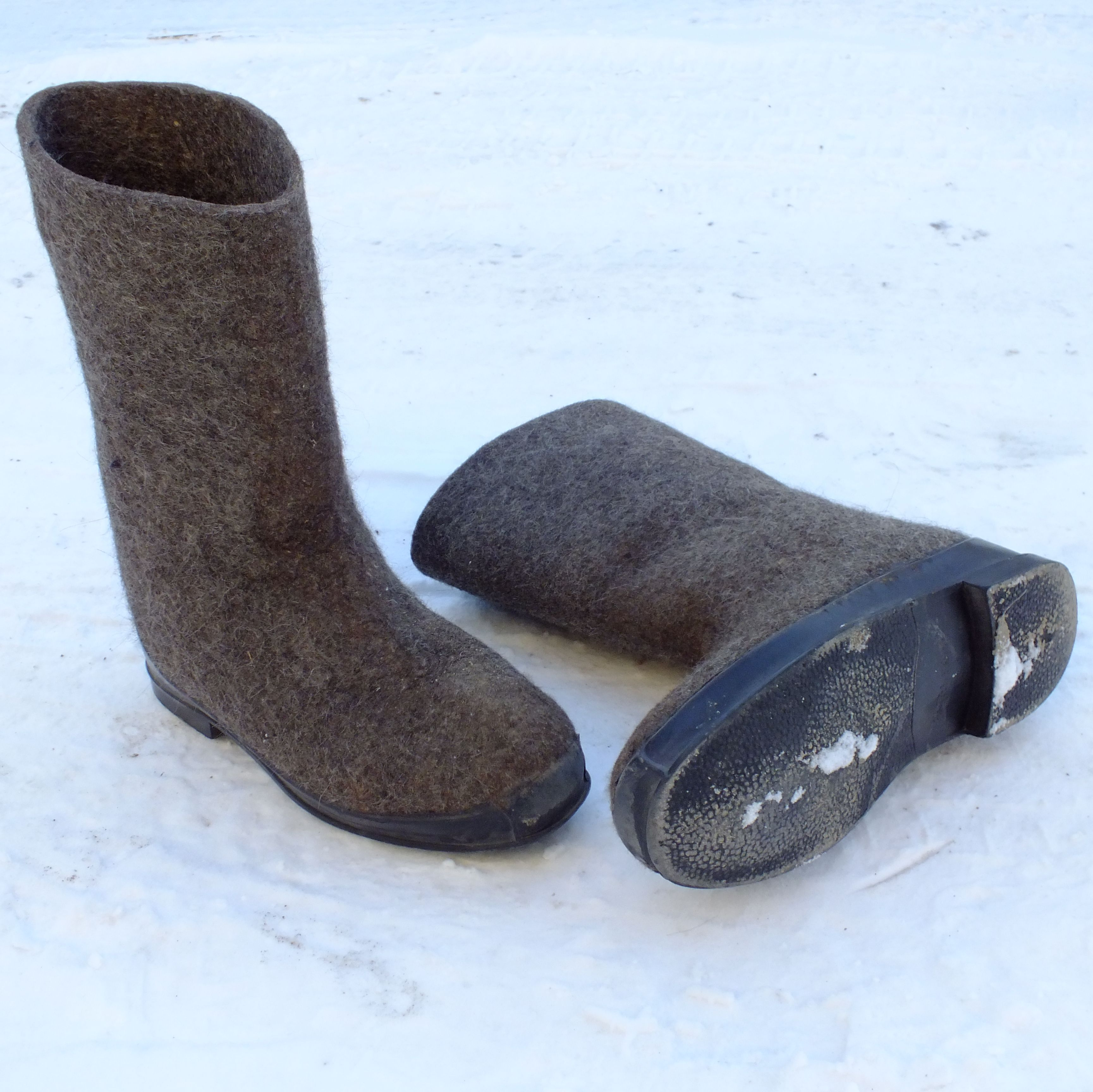
und mit angeklebten Gummisohlen

## Geschichte
Die Walenki entwickelten sich aus den traditionellen Filzstiefeln, die von den Nomadenvölkern in den großen Steppengebieten getragen werden, deren Geschichte über 1500 Jahre zurückreicht.
Der Gebrauch der Stiefel ist seit Anfang des 18. Jahrhunderts in Russland belegt, verbreitete sich aber erst richtig, als man in der ersten Hälfte des 19. Jahrhunderts in der Lage war, sie industriell herzustellen. Davor waren sie ziemlich teuer und nur wohlhabende Leute konnten sie sich leisten.
In den 1940er Jahren wurden Walenki durch einen ledernen Halbschuh mit Ledersohle und zusätzlichen Applikationen verfeinert, was zu einem neuen, exquisiteren Erscheinungsbild führte. Das Privileg, sie zu tragen, wurde dem russischen hohen Offizierskreis des Militärs gewährt. Diese Stiefel wurden „Burka“, bzw. „Burki“ (Mz.) genannt.
Die Beliebtheit der Walenki ging in den letzten Jahrzehnten im städtischen Leben stetig zurück, da die Winter in Zentralrussland weicher und matschiger wurden und infolgedessen leichtere und wasserdichte Schuhe allmählich an Popularität gewannen. Auch werden die Stiefel mit einem rustikalen, traditionellen Kleidungsstil in Verbindung gebracht, der von vielen modernen Menschen in Russland als rückständig angesehen wird. In Städten werden sie normalerweise nur noch von kleinen Kindern, oder bei wirklich strengem Frost getragen, wenn andere Schuhe nicht mehr vor der Kälte schützen.

## Herstellung
Um ein Paar Walenki (Herrengröße) in Handarbeit herzustellen, benötigt man etwa zwei Kilogramm Schafswolle und fünf Stunden Zeit. Als Erstes wird die Wolle gereinigt, gekämmt, und in eine Form gebracht, die einem„T“ ähnelt (der breite Mittelbalken als Schaft, die beiden Querteile für die Füßlinge). Dieser „Rohling“ ist etwa doppelt so groß wie der fertige Stiefel. Danach wird das Material verdichtet (gefilzt), indem man es mit einem Holzstab auf einem geriffelten Brett „walkt“.
Als Nächstes wird das „T“ zusammengeklappt und die Ränder miteinander verwalkt.  Dadurch hat der Stiefel keinerlei Nähte. Um die Wollfäden noch stärker zu verfilzen, wird der Rohling unter Zugabe von heißem Wasser und Dampf weiter geknetet. Im nächsten Schritt werden runde Holzleisten in den halbfertigen Stiefel gespannt, der danach für circa sechs Stunden in einem Ofen trocknet. Dabei schrumpfen die Stiefel auf ihr Endformat. Abschließend wird der Filz des Stiefels mit einem Bimsstein geglättet.
Bei der Fertigung wird nicht zwischen linkem und rechtem Stiefel unterschieden. Die Anpassung an die jeweilige Fußform erfolgt durch „eintragen“. Ein Paar handgefertigte Walenki-Männerstiefel kosten etwa 1.200 Rubel, umgerechnet ca. 35 Euro (Stand 2018).

## Sonstiges

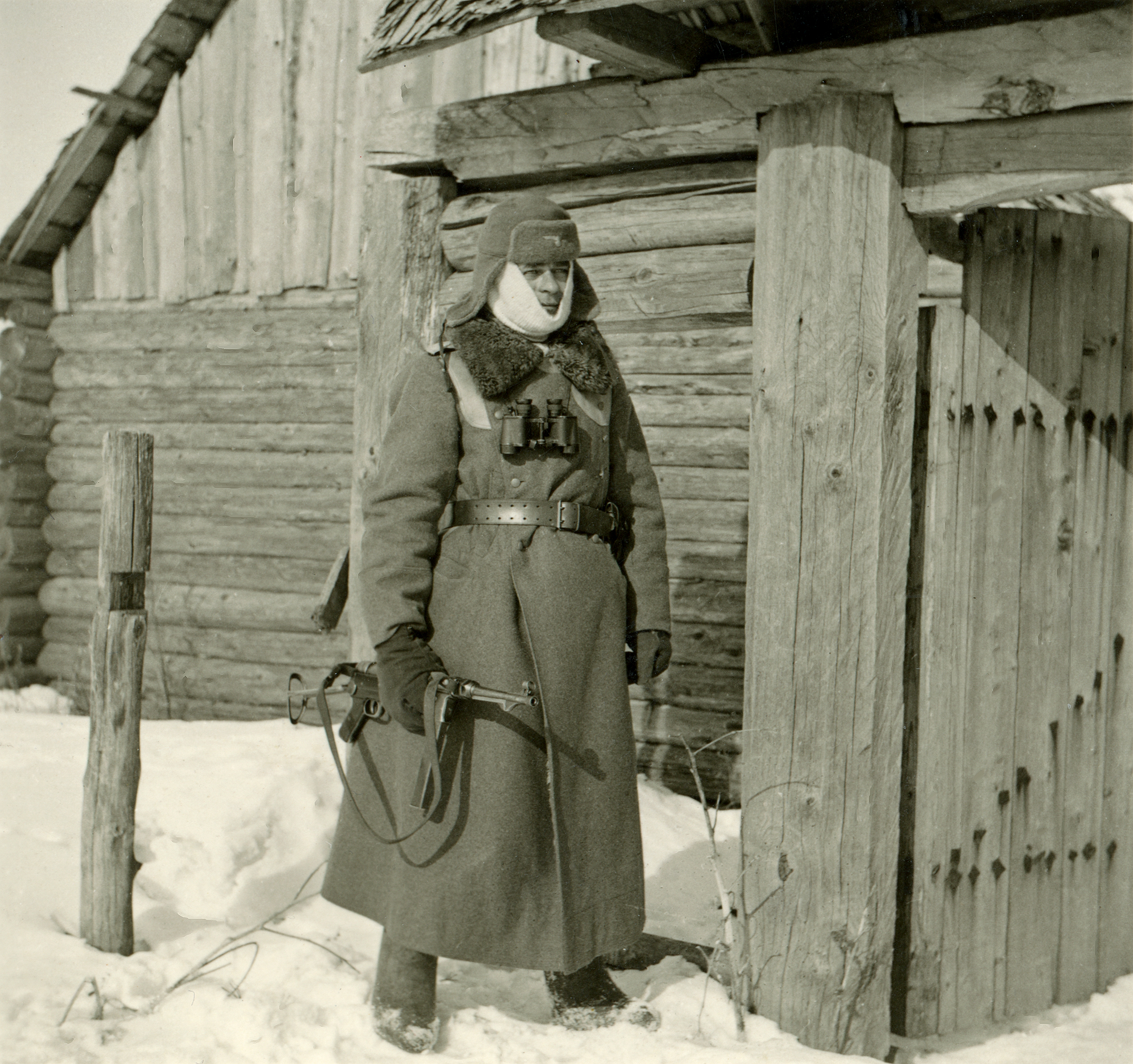
Wehrmachtssoldat mit (selten verfügbarer) Winterausrüstung. Statt der üblichen „Knobelbecher“ trägt der Soldat die russischen Walenki

- Ein alter russischer Brauch / Aberglaube besagt, dass man beim Bezug einer neuen Wohnung seine Walenki in das Wohnzimmer stellen soll, damit der „Domowoj“ (Hausgeist) aus den Stiefeln schlüpfen und das neue Heim in Besitz nehmen kann.[1]
- Während des Deutsch-Sowjetischen Kriegs zeigte sich im ersten Winter die vollkommene Untauglichkeit der Ausrüstung der Wehrmacht für die klimatischen Verhältnisse. Die auf Schuhgröße geschnittenen, ledernen Knobelbecher der Soldaten boten nur minimalen Kälteschutz. Die genagelten Sohlen leiteten sogar noch zusätzlich die Bodenkälte durch das (sowieso schlecht isolierende) Sohlenleder in die Stiefel weiter. Exorbitante Zahlen an irreparablen Erfrierungen von Füßen und Unterschenkeln waren die Folge. Die Soldaten der UdSSR waren zu dieser Zeit mit den Walenki ausgestattet, die (großzügig dimensioniert) Raum für ein zweites Paar Fußlappen, oder notfalls Platz für das Ausstopfen mit Zeitungspapier boten. In dieser Situation übernahmen Wehrmachtssoldaten die Stiefel gefallener Sowjetsoldaten, oder beschlagnahmten sie bei der Zivilbevölkerung. Diese Vorgehensweise war aber durchaus riskant, da die Sowjets gefangene Deutsche, die diese Stiefel trugen, teilweise sofort erschossen.
- In der russischen Stadt Myschkin existiert ein Walenki-Stiefelmuseum. Das Walenki-Museum in Moskau befindet sich in der 2. Koschewnitscheski pereulok 12.[3]